# Robert Jarvik
Robert Koffler Jarvik (Midland, 11 maggio 1946 – New York, 26 maggio 2025) è stato un ingegnere statunitense.
Viene conosciuto per il ruolo fondamentale da lui svolto per gli sviluppi sul cuore artificiale Jarvik-7 e per essere stato uno dei principali collaboratori di Willem Johan Kolff.

## Infanzia
Robert Jarvik è nato a Midland, Michigan da Norman Eugene Jarvik e Edythe Koffler Jarvik e viene portato a Stamford. Egli è il nipote di Murray Jarvik, un farmacologo che è stato il co-inventore del cerotto alla nicotina. 
Jarvik si laurea presso la Syracuse University e ottiene un master universitario in Ingegneria biomedica dalla New York University.

## Carriera
Dopo essere stato ammesso alla scuola medica University of Utah, Jarvik compie due anni di studi e nel 1971 viene scelto come collaboratore di Willem Johan Kolff, un medico di origini tedesche che lavorava alla University of Utah, , il quale produsse la prima macchina per la dialisi e che stava portando avanti progetti su altri organi artificiali, incluso il cuore. Riceve il dottorato in Medicina nel 1976. 
Come detto, Jarvik entra a far parte del programma organi artificiali della University of Utah nel 1971, allora diretto da Willem Johan Kolff, il suo mentore. Lavora insieme al Professor Ennio Denti, (Denti è stato uno dei fondatori della Sorin Biomedica. A suo nome, inoltre, sono intitolati importanti premi internazionali per la ricerca in campo medico come il "Japan Prize" e numerose borse di studio portano oggi il suo nome come quella del Politecnico di Milano in bioingegneria, che vide la Snia Spa quale finanziatore con 100.000 euro l'anno). In quel periodo, il programma utilizzava un cuore artificiale con un'unità pneumatica integrata disegnato da Clifford Kwan-Gett che aveva sostenuto un animale in laboratorio per 10 giorni. Kolff incaricò Jarvik di progettare un nuovo e innovativo cuore artificiale. Il progetto sarebbe culminato con la creazione del dispositivo Jarvik-7

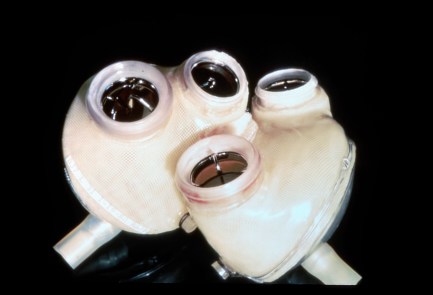
Jarvik-7

Jarvik lavora congiuntamente con Kolff sul cuore artificiale Jarvik-7, un "self-contained" (autonomo), basato su modelli precedenti, in particolare quello di Paul Winchell. Non era stata trovata migliore soluzione per la trasmissione di energia transcutanea che inserire chirurgicamente due tubi pneumatici di 3 cm. Un paziente con un Jarvik-7 aveva mobilità molto limitata ma altri problemi, come l'embolia e l'infezione, venivano adeguatamente controllati. I pazienti però necessitavano ancora di farmaci, tra cui alcuni pesanti come antibiotici e altri tipi di trattamenti. Il cuore utilizzava membrane ultra sottili impilate per formare una superficie diaframmatica con un lubrificante di grafite ad intermittenza posto tra le membrane.

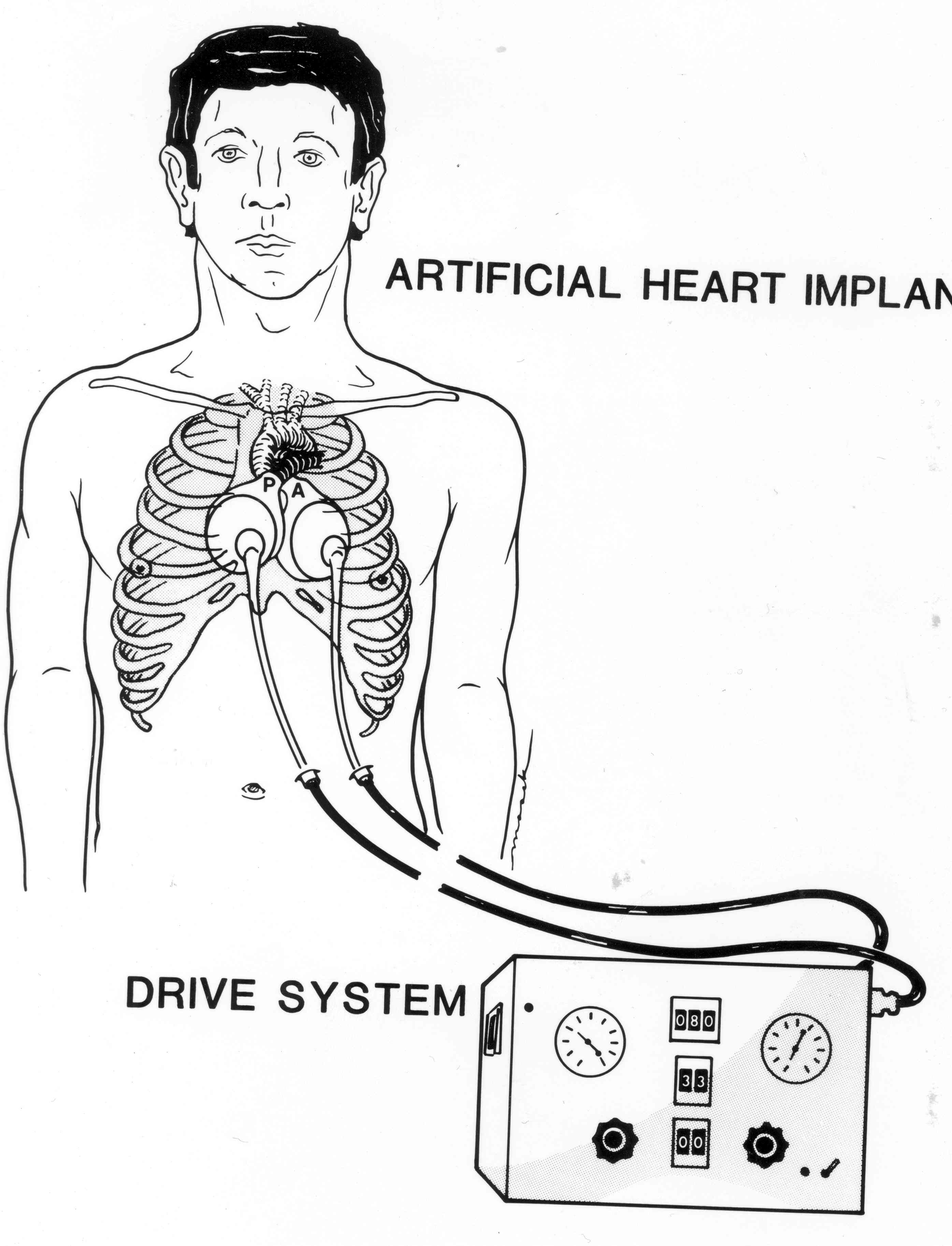
Jarvik-7

Il nome di Jarvik viene quindi alla ribalta nel 1982 grazie ad una ben ventilata copertura giornalistica che diffonde l'opera dell'impianto del cuore artificiale.
Jarvik nel frattempo era stato affiancato da un altro collaboratore personalmente scelto da Kolff, William DeVries. Insieme impiantarono il Jarvik-7 nel corpo di Barney Clark, un dentista in pensione,  presso l'Università di Utah il 2 dicembre 1982. Egli sopravvisse 112 giorni, prima della morte. In questi giorni Jarvik e De Vries aggiornavano frequentemente il mondo riguardo alle condizioni del paziente tramite varie conferenze stampa. Successivamente il cuore venne migliorato e venne impiantato nel corpo di William J. Schroeder, sopravvissuto 620 giorni.
Più tardi, Jarvik formò l'azienda Symbion, per la costruzione di cuori artificiali, ma la perse in un cambio di gestione. In seguito fondò la JARVIK Heart e iniziò a lavorare per creare Jarvik 2000, un nuovo dispositivo che si propone di garantire assistenza ventricolare a vita.
Nel 2006, Jarvik iniziò ad apparire in spot televisivi per farmaci Lipitor. Due membri del Congresso, come parte della loro campagna contro i testimonial, iniziarono un'indagine sostenendo che i suoi spot televisivi costituivano un parere medico dato senza una licenza per esercitare la professione medica. Più tardi, Jarvik ha ammesso di non aver preso Lipitor. In data 25 febbraio 2008, la compagnia annunciò che avrebbe interrotto i suoi annunci con Jarvik.